# Fight or Flight (Band)
Fight or Flight ist eine US-amerikanische Rockband. Die Band steht bei Warner Bros. unter Vertrag und hat bislang ein Studioalbum veröffentlicht.

## Geschichte
Im Juli 2011 kündigten die Mitglieder der Metalband Disturbed an, aus persönlichen Gründen eine unbefristete Pause einzulegen. Noch im selben Jahr begann der Disturbed-Gitarrist Dan Donegan damit, für sich selbst neue Lieder zu schreiben. Später kontaktierte er den Sänger der kanadischen Rockband Evans Blue Dan Chandler, um die entstandenen Ideen weiter auszubauen. Später kam der Disturbed-Schlagzeuger Mike Wengren hinzu und das Trio nahm erste Demos auf. Komplettiert wurde die Bandbesetzung von dem Bassisten Sean Corcoran von der Band Ra und dem zweiten Gitarristen Jeremy Jayson.
Fight or Flight wurden von Warner Bros. Records unter Vertrag genommen. Die erste Single First of the Last wurde im Mai 2013 über iTunes veröffentlicht. Das Debütalbum A Life by Design? folgte am 19. Juli 2013. Mit Some Heads Are Gonna Roll, im Original von Judas Priest, enthält das Album eine Coverversion. Drei Tage zuvor spielte die Band ihr erstes Konzert in La Crosse. Auf seiner Facebook-Seite erklärte Donegan, dass Fight or Flight nicht das Ende von Disturbed bedeutet.

## Stil
Fight or Flight spielen Alternative Rock mit Hard-Rock-Einflüssen. Laut Dan Donegan experimentieren die Musiker mit Akustikgitarren und elektronischen Elementen. Christof Leim vom deutschen Magazin Metal Hammer verglich Fight or Flight mit Bands wie Alter Bridge, Shinedown oder Creed.

## Diskografie
| Jahr | Titel Musiklabel               | Höchstplatzierung, Gesamtwochen, AuszeichnungChartsChartplatzierungen (Jahr, Titel, Musiklabel, Platzierungen, Wochen, Auszeichnungen, Anmerkungen) | Anmerkungen                         |
| Jahr | Titel Musiklabel               | US | Anmerkungen                         |
| ---- | ------------------------------ | --- | ----------------------------------- |
| 2013 | A Life by Design? Warner Bros. | US87 (1 Wo.)US | Erstveröffentlichung: 19. Juli 2013 |